# C22H22O12
化学式C22H22O12（摩尔质量：478.4 g/mol）可能指：
- 假荆芥属苷，CAS号：569-90-4
- 矮牵牛素-3-O-葡萄糖苷（英语：Petunidin-3-O-glucoside），盐酸盐CAS号：6988-81-4

|  | 这个同类索引页列出了具有相同分子式的化学物（即同分異構體）条目。 除非您是有意链接至本页，否则应将相应条目的内部链接指向正确的条目。 |